# Parti socialiste français (1902)
Pour les articles homonymes, voir Parti socialiste français.
 (avril 2008).
Le Parti socialiste français (abrégé en PSF), premier du nom, est un parti politique socialiste français, actif de 1902 à 1905. Un autre parti, plus marginal, prend ensuite ce nom de 1907 à 1911.
Le Parti socialiste français est fondé en 1902 à Tours par fusion des socialistes indépendants dont fait partie Jean Jaurès, et de la Fédération des travailleurs socialistes de France (FTSF) de Paul Brousse.
Mené par Jean Jaurès, le parti défend un socialisme plutôt réformiste. Il constitue une étape dans la réunification des socialistes français, qui mène en 1905 à la constitution de la Section française de l'Internationale ouvrière (SFIO) par fusion du Parti socialiste de France (nettement révolutionnaire), du Parti socialiste français et du Parti ouvrier socialiste révolutionnaire (POSR) de Jean Allemane. Des socialistes refusent pourtant d'adhérer à ce nouveau parti, tel Alexandre Zévaès, ou le quittent rapidement. Ces "socialistes indépendants" et dissidents de la SFIO refondent le 31 mars 1907 le Parti socialiste français. Il rassemble à ses débuts 26 parlementaires, comme Zévaès ou Maurice Viollette, qui siègent dans le groupe Socialiste parlementaire. Le PSF sera par la suite à l'origine du Parti républicain-socialiste en 1911. 

## Les origines du socialisme en France vers le Parti socialiste français
Le socialisme prend un sens différent selon les pays ; cependant il correspond au siècle de lutte pour le progrès. Le mot socialisme prend un sens plus moderne avec Pierre Leroux qui l’emploie en 1831. Il insiste sur le fait que le socialisme ne sacrifie aucun des termes de la formule « Liberté, Égalité, Fraternité ». Il lutte pour la suppression de la relation dominé-exploiteur car il répond aux aspirations fondamentales de l'Homme. Ainsi le monde ouvrier est celui qui fera évoluer ce socialisme en France. Il nait avec l'industrialisation au XIXe siècle. Ce monde ouvrier est réprimé à trois reprises :
- en 1831 avec l'écrasement de la révolte des Canuts lyonnais ;
- en 1848 avec la répression des journées de juin ;
- en 1871 avec la répression de la Commune.

Les classes dirigeantes assimilaient cette classe ouvrière à des « classes dangereuses ».
À la fin du XIXe siècle, le monde ouvrier en France change et commence à s'organiser et à obtenir certains droits. La naissance du mouvement ouvrier arrive avec l'industrialisation. La croissance de la population provoque une surpopulation des campagnes, très sensible lors de la grande dépression (1873-1896). Le revenu des paysans baisse énormément, alors ils sont sensibles à l'appel de la main d'œuvre dans l'industrie. Ils profitent de l'essor des transports pour quitter les campagnes. L'exode rural est général et l'effectif du monde ouvrier augmente, devient une masse ouvrière. Cependant cette classe ouvrière n'a pas su s'organiser aussi vite que la classe dirigeante. Les mouvements ouvriers, dans un contexte conservateur et animés par la démocratie agit par des sectes révolutionnaires luttant entre elles et se limitant à leur sphère d'influence.
Ce sont les droits obtenus qui donnent une possibilité d'action légale aux mouvements ouvriers. Le 25 mai 1864, le droit de grève est obtenu par la loi Ollivier. Alors il est créé des mutuelles qui sont des caisses d'entraides et des bourses ouvrières. D'ailleurs le 7 novembre 1885 est créée la Société d'économie sociale. En 1884, la loi Waldeck-Rousseau abroge la loi Le Chapelier interdisant auparavant les coalitions et autorise à présent la formation de syndicats.
Cependant les préoccupations sociales touchent déjà les républicains de la Monarchie de juillet (1830-1848). En effet la décennie 1835-1846 est plus propice au développement d'intrigues de révolutionnaires socialistes d'où la Société des saisons de Blanqui en 1839. On retrouve ces républicains socialistes sous la Seconde République cependant le reste de la France demeure modéré. Le Second Empire (1852-1870) lui combat ces socialistes. 
En 1882 le socialisme compte plusieurs partis le représentant sous quatre tendances :
- la Fédération des travailleurs socialistes de France créé en 1879 au congrès socialiste de Marseille ;
- le Parti ouvrier (1880-1902), est le premier parti « marxiste » de France. Il est fondé par Jules Guesde et Paul Lafargue. C’est un parti révolutionnaire dont l'objectif est de créer une société socialiste et communiste ;
- le Parti ouvrier socialiste révolutionnaire (1890-1905) est un parti socialiste français à tendance « allemaniste » ;
- les socialistes indépendants qui deviendront les républicains socialistes est un courant socialiste surtout dans la période 1880-1940. On y trouve des anciens communards.

Cependant dès 1889 les différents socialistes cherchent à s'unifier mais les socialistes « réformistes » et les socialistes révolutionnaires s'opposent. On crée donc deux partis :
- le Parti socialiste de France réunissant le Parti ouvrier français de Jules Guesde, le Parti socialiste révolutionnaire (« blanquiste »), et l'Alliance communiste révolutionnaire en 1902 ;
- le Parti socialiste français est créé en 1902 et est pour un socialisme plus « réformiste ».

## Composition du Parti socialiste français

### Les différents partis qui se regroupent
Le parti socialiste français est composé de différents partis :
- les socialistes indépendants qui sont au départ des socialistes qui ne veulent pas adhérer à un parti politique déjà existant. Il s'agit de certaines fédérations locales ou départementales ainsi que des élus (notamment des députés). Ces parlementaires refusent de rendre des comptes à des dirigeants de partis. Ils ont une position réformiste et non révolutionnaire car ils ont confiance en l'action parlementaire. On compte parmi les socialistes indépendants les plus connus Jean Jaurès, Alexandre Millerand, René Viviani , Aristide Briand et l'ouvrier Zéphirin Camélinat. Le socialisme indépendant sert de lien entre le socialisme et le radical-socialisme. On trouve une grande diversité de socialistes indépendants dans leur type d'actions, les personnalités qui les représentent ou dans leur motivation à être indépendant. Ainsi il y a certaines tensions et certaines scissions. En 1898 ils créent la Fédération des groupes socialistes révolutionnaires indépendants qui deviennent en 1899 la Confédération des socialistes indépendants. En mars 1902 ils rejoignent le Parti socialiste français ;
- la Fédération des travailleurs socialistes de France qui est tout d'abord dirigée par Jules Guesde, se base donc sur le marxisme. Cependant à cause de l'échec électoral de 1881, la majorité des militants opte pour le réformisme social avec Paul Brousse. En 1882 les marxistes guidés par Jules Guesde se séparent de la FTSF pour continuer le Parti Ouvrier qui devient en 1893 le Parti ouvrier français ;
- le Parti ouvrier socialiste révolutionnaire se crée lors de la scission en 1890 de la Fédération socialiste de France et est mené par Jean Allemane. Il se distingue des autres partis socialistes par l'intérêt qu'il porte à l'action syndicale mené par la grève générale et l'antimilitarisme. Il se développe au sein de ce parti un socialisme intellectuel avec Lucien Herr qui travaillera à l'unité socialiste.

Ainsi les socialistes du Parti socialiste français défendent les réformes sociales, et s'organisent hors du Parti socialiste de France qui sont des révolutionnaires menés par Jules Guesde et Édouard Vaillant.

## L'union des socialistes
Les socialistes qui adhèrent au Parti socialiste français renoncent au socialisme révolutionnaire[réf. nécessaire] qui prône une prise du pouvoir par le prolétariat organisé. Les réformistes eux défendaient l'appui sur les groupes parlementaires et sur la démocratie représentative. L'existence progressive d'institutions libérales et démocratiques voulues par les forces de gauche a largement influencé ces orientations. 
La gauche montre une volonté de s'unir, cependant l'union totale reste difficile à cause de la tension entre les réformistes et les révolutionnaires.
Cependant en 1905, l'unification s'opère au Congrès du Globe à Paris, à la suite de l'injonction du Congrès d'Amsterdam tenu en 1904 par l'Internationale ouvrière. La SFIO (Section française de l'Internationale ouvrière) est créée, unissant ainsi une grande majorité des socialistes. Elle est dirigée par Jules Guesde, Jean Jaurès, Édouard Vaillant et Paul Lafargue. 
Au sein de la SFIO, il restera des divergences, réveillées par la Première Guerre mondiale et par la question de l'Union Sacrée (voir : L'Union sacrée et les socialistes). 
En 1919, les membres de l'aile droite du parti, partisans d'un maintien dans l'Union sont exclus. Ils fonderont un nouveau Parti socialiste français.

## Sources
- Harvey Goldberg, Jean Jaurès, la biographie du fondateur du parti socialiste français, Paris, Fayard, 1970
- Hugues Partelli, Le Parti socialiste, France Montchrestien, octobre 1998
- Éric Anceau, Introduction au XIXe siècle, tome 2 : 1870 à 1914, France, Belin, juillet 2005
- Stéphane Courtois et Marc Lazar, Histoire du parti communiste français, France, deuxième édition par Thémis Histoire, octobre 2000